# Campo Cinco
Campo Cinco är en ort i Mexiko.   Den ligger i kommunen Elota och delstaten Sinaloa, i den centrala delen av landet, 900 km nordväst om huvudstaden Mexico City. Campo Cinco ligger 45 meter över havet och antalet invånare är 253.
Terrängen runt Campo Cinco är platt. Runt Campo Cinco är det mycket glesbefolkat, med 4 invånare per kvadratkilometer. Närmaste större samhälle är La Cruz, 7,7 km söder om Campo Cinco. Omgivningarna runt Campo Cinco är en mosaik av jordbruksmark och naturlig växtlighet.